# アンジェラ・リトル (女優)
アンジェラ・リトル（Angela Little、1972年7月22日 - ）は、アメリカ合衆国の女優。
1998年8月号のプレイボーイ誌にて、プレイメイトとして登場している。

## 出演作品
- NIP/TUCK マイアミ整形外科医 シーズン4
- CSI:科学捜査班 シーズン6
- アメリカン・パイ in バンド合宿
- セレブな彼女の落とし方
- ヒュー・ヘフナー　「プレイボーイ」の帝王